# اللغة الأفريقانية
اللغة الإفريقانية هي لغة جرمانية غربية، تستخدم في جنوب إفريقيا وناميبيا، كما يوجد عدد أقل من المتحدثين في كل من بوتسوانا، وليسوتو، وسوازيلند، وزيمبابوي، وزامبيا. بسبب هجرة بعض جنوب الأفريقيين البيض، يوجد ما يقارب 300 ألف متحدث للغة الأفريكانية في المملكة المتحدة، كما تتواجد مجتمعات تتحدث هذه اللغة في بيرث بأستراليا، وتورونتو بكندا، وأوكلاند بنيوزيلندا. يستخدمها أكثر من 6 ملايين شخص كلغة أم، وأكثر من 10 ملايين كلغة ثانوية.
الأفريكانية هي لغة هندوأوروبية جرمانية دنيا. تعتبر اللغة الرسمية لجنوب إفريقيا. الاسم المحلي للغة هو «أفريكانس» (Afrikaans)، والتي تعني بالهولندية «أفريقي». هناك ثلاثة لهجات في اللغة الأفريكانية، التي منها تشكل اللغة الشمالية الشرقية (التي طورت كلغة أدبية في ترانسفال) القاعدة المعيارية الكتابية. ضمن المناطق الناطقة بالهولندية لهولندا وبلجيكا وسورينام، هناك انحراف أعظم بين اللهجات الأفريكانية الهولندية والأفريكانية القياسية.
الأفريكانية كانت أصلاً اللهجة التي تطورت بين المستوطنين البروتستانتيين الأفريقانيين والعبيد الملزمين أو العاملين الذين جلبوا إلى منطقة كيب في جنوب غرب جنوب إفريقيا بواسطة شركة الهند الشرقية (Verenigde Oost-Indische Compagnie) بين 1652 و1705. الأكثرية النسبية لهؤلاء المستوطنين الأوائل كانوا من المحافظات المتحدة (الآن هولندا)، مع ذلك كان هناك أيضاً العديد من ألمانيا، وعدد كبير من فرنسا، والبعض من البرتغال، والقليل من اسكتلندا، وبلدان أخرى مختلفة. العمال والعبيد الملزمون كانوا هنوداً جنوبيين، وملاويين، وملاغاشيين بالإضافة إلى الخوي الأصليين والبوشمين.

## تاريخ
تكونت اللغة في القرن السابع عشر حيث لها جذور من اللغة الهولندية، إلا أنها متأثرة بشكل كبير بعدة لغات أخرى مثل اللغة الإنجليزية، واللغة الملاوية، واللغة الألمانية، واللغة البرتغالية، واللغة الفرنسية، بالإضافة إلى بعض اللغات الإفريقية الأخرى. حتى القرن التاسع عشر، استخدمت اللغة الأفريكانية في الحديث فقط، حيث كانت اللغة الهولندية هي لغة الكتابة الرسمية.
في 14 أغسطس عام 1875، قامت إحدى الجمعيات التي تسمى GRA (اختصاراً لعبارة Genootskap vir Regte Afrikaners، بمعنى جمعية المتحدثين بالأفريكانية الحقيقيين) في كيب تاون بترويج اللغة بشكل أكبر. في عام 1925 أصبحت لغة رسمية لجنوب إفريقيا (مدمجة مع اللغة الهولندية) مع اللغة الإنجليزية.

## اللهجات
- أفريكانية كيب الشرقية (Oosgrensafrikaans)، وأصبحت اللهجة القياسية
- أفريكانية كيب (Kaapse Afrikaans)
- أفريكانية أورنج ريفر (Oranjerivierafrikaans)

## نحو
نحوياً، تعتبر الأفريقانية تحليلية جداً. في الحقيقة هي قد تكون اللغة التحليلية الأكبر من بين اللغات الهندوأوروبية. بمقارنتها مع أغلب اللغات الهندية الأوروبية الأخرى، أمثلة الفعل في الأفريقانية بسيطة نسبياً. ليس هناك امتياز على سبيل المثال بين الأشكال المصدرية والحالية للأفعال، باستثناء الفعل "wees" (فعل الكون)، الذي يأخذ المعنى الحالي لكلمة "is" في اللغة الإنجليزية. بالإضافة إلى ذلك، الأفعال لا تصرف اعتماداً على الشكل المختلف للفاعل، ومثال على ذلك: "Ek" بمعنى «أنا»؛ "Jy" بمعنى «أنت»؛ "Hy" بمعنى «هو»؛ "Ons" بمعنى «نحن»؛ وغير ذلك. صيغة الماضي استبدلت بالأفعال الكاملة كلياً (مثال في اللغة الإنجليزية، يستبدل معنى "I watched" بعبارة "I have watched" في اللغة الأفريكانية). الاستثناءات الوحيدة لهذه القاعدة هي الأفعال "wees"، و"kan"، و"sal"، و"moet"، و"wil". تفتقر الأفريقانية الحديثة أيضاً إلى صيغة الماضي الأسبق (ومثال على ذلك في اللغة الإنجليزية "I had watched"). بدلاً من ذلك، صيغة الماضي الأسبق، مثل صيغة الماضي، تستبدل بالصيغة الكاملة.

## عبارات شائعة
| الترجمة          | العبارة                        |
| ---------------- | ------------------------------ |
| أفريكانس         | Afrikaans                      |
| مرحبا            | hallo                          |
| كيف حالك؟        | ?Hoe gaan dit                  |
| صباح الخير       | goeie more                     |
| وداعا            | totsiens                       |
| رجاء             | asseblief                      |
| شكرا             | dankie                         |
| عذرا             | jammer                         |
| نعم              | ja                             |
| لا               | nee                            |
| لا أفهم          | ek verstaan nie                |
| لا أجيد أفريكانس | ek kan nie afrikaans praat nie |

## الأعداد
- 1: een
- 2: twee
- 3: drie
- 4: vier
- 5: vyf
- 6: ses
- 7: sewe
- 8: agt
- 9: nege
- 10: tien
- 50: vyftig
- 100: honderd
- 1000: duisend

## مواضيع ذات صلة
- جنوب إفريقيا
- أفريكان
- قائمة بالدول والمناطق متعددة اللغات